# Акт об унии Великобритании и Ирландии
 Акт об Унии 1800 года (иногда ошибочно упоминается как Акт об унии 1801 года) — документ, который закрепил союз Королевства Великобритании и Королевства Ирландии, в результате чего было образовано Соединённое королевство Великобритании и Ирландии. Для этого 100 ирландских депутатов получили места в Палате общин Парламента Великобритании.
Акт был одобрен обеими палатами британского парламента, а также ирландским парламентом. Ирландский парламент получил значительную независимость по Конституции 1782 года, после того, как в течение многих столетий был подчинён Англии, а впоследствии — Великобритании. Союз с Англией воспринимался ирландцами негативно, и в 1799 году это предложение уже было отклонено, однако кампания в его поддержку, начатая британским правительством, а также ирландское восстание 1798 года расчистили путь для утверждения Акта в 1800 году. Его окончательное принятие Парламентом Ирландии прошло успешно, поскольку он был одобрен простым большинством голосов парламентариев, которые получили от британского правительства предложения пэрства, британской земли и других льгот. Одними из привлекательных сторон Унии для католического большинства в Ирландии были обещанная отмена уголовного законодательства, носящего дискриминационный характер по отношению к ним, и предоставление гражданской эмансипации. Как отмечалось выше, в соответствии с положениями Закона об Унии Ирландия должна была быть представлена 100 парламентариями, также должна была быть проведена эмансипация католиков, хотя это установление было отменено в царствование Георга III, который утверждал, что в интересах страны пошёл против своего обещания, сделанного в ходе церемонии коронации, чтобы защитить англиканскую церковь. Участие католиков в британском парламенте было восстановлено лишь в 1829 году благодаря усилиям Д. О’Коннелла.
Новый флаг Соединённого королевства, известный как «Union Jack», сочетает в себе георгиевский крест для Англии, Андреевский крест для Шотландии и флаг Святого Патрика для Ирландии. После обретения независимости Ирландией в 1922 году флаг не изменился и по сей день является флагом Соединённого Королевства, поскольку северная часть острова осталась в составе Великобритании.